# Equilibrio (álbum de Skunk D.F.)
Equilibrio es el del álbum debut de la banda madrileña de metal alternativo Skunk D.F..

## Listado de canciones
1. "Última oportunidad"
2. "El Cuarto Oscuro"
3. "Revulsivo"
4. "Predicador"
5. "Skunk"
6. "Reventando Mentes"
7. "Curandero"
8. "Violación Legal"
9. "Equilibrio"
10. "Nuestros Líderes"

## Créditos
- Germán González, voz.
- Pepe Arriols, bajo.
- Fernando Lamoneda, guitarra
- Raúl Guerra, guitarra, programación, mezcla.
- Álvaro García, batería.
- Roberto Galán , producción.

- Datos: Q5835001